# 比克曼敦
比克曼敦（英語：Beekmantown）是位于美国纽约州克林顿县的一个镇，地处克林顿县东部、普拉茨堡以北。2010年美国人口普查时，该镇有5545人。比克曼敦镇建于1820年，其名称源于该地最初的拥有者威廉·比克曼（William Beekman）。